# Cameron Mackintosh
Œuvres principales
Cameron Mackintosh est un producteur de théâtre britannique né le 17 octobre 1946 à Enfield.

## Carrière
S'il fait ses débuts en 1967, il faut attendre 1981 pour qu'il rencontre son premier vrai succès comme producteur avec Cats, comédie musicale qui a détenu le record de longévité dans le West End de Londres et à Broadway. Par la suite, il renoue à plusieurs reprises avec le succès : Les Misérables (1985), The Phantom of the Opera (1986) ou encore Miss Saigon (1989).
Dans les années 1990 il produit :
- la version scénique londonienne de Martin Guerre,
- le retour de Oklahoma!, My Fair Lady et Carousel, et Mary Poppins de Disney.

Ses productions moins réussies[non neutre] sont entre autres : Moby Dick (en) et l'adaptation des Sorcières d'Eastwick (en) de John Updike.
Il a coproduit les représentations londoniennes de la comédie musicale Avenue Q (2006-2010). En 1996, il est fait Knight Bachelor, ce qui l’anoblit.
En juin 1998, il célèbre ses trente ans dans les affaires avec Hey Mr Producer!, un concert de gala avec des chansons issues de spectacles produits durant sa carrière. Le concert a été donné deux fois : le 7 juin et le 8 juin. Plusieurs célébrités y ont pris part ; le 8 juin, Élisabeth II du Royaume-Uni et Philip, duc d'Édimbourg étaient présents.

## Théâtres
Mackintosh possède sept théâtres à Londres :
- Prince Edward Theatre,
- Prince of Wales Theatre,
- Novello Theatre (anciennement : Strand Theatre),
- Queen's Theatre,
- Gielgud Theatre,
- Wyndham's Theatre
- Noel Coward Theatre.